# Тейлор, Тони (баскетболист)
Тони Кристофер Тейлор-второй (англ. Tony Christopher Taylor II; род. 9 августа 1990, Слипи-Холлоу, штат Нью-Йорк, США) — американский профессиональный баскетболист, играющий на позиции разыгрывающего защитника.

## Карьера
С 2004 по 2008 год играл за команду Высшей школы архиепископа Степинаца под руководством Тима Филпа. С 2008 по 2012 год выступал за команду Университета Джорджа Вашингтона, изучал психологию и бизнес-администрирование.
Сезон 2012/2013 провёл за команду D-Лиги «Талса 66».
Летом 2013 года перешёл в «Турув». Выступая два года в составе польского клуба, дважды становился серебряным призёром первенства. В сезоне 2014/2015 Тэйлор вышел на паркет в 43 матчах польской Экстралиги, 10 играх Евролиги и 7 поединках Еврокубка. Средняя статистика игрока составила 10 очков, 3 передачи, 3 подбора и 1 перехват за 25 минут на паркете.
В августе 2015 года стал игроком «Енисея». В 30 матчах Единой лиги ВТБ Тейлор в среднем набирал 9,8 очка, 3,0 подбора и 3,8 передачи.
В мае 2016 года перешёл в «Страсбур», подписав контракт до окончания сезона 2015/2016.
Перед началом сезона 2016/2017 Тейлор вернулся в «Енисей». В матчах Единой лиги ВТБ набирал 15,0 очка, 5,0 подбора и 3,8 передачи в среднем за игру.

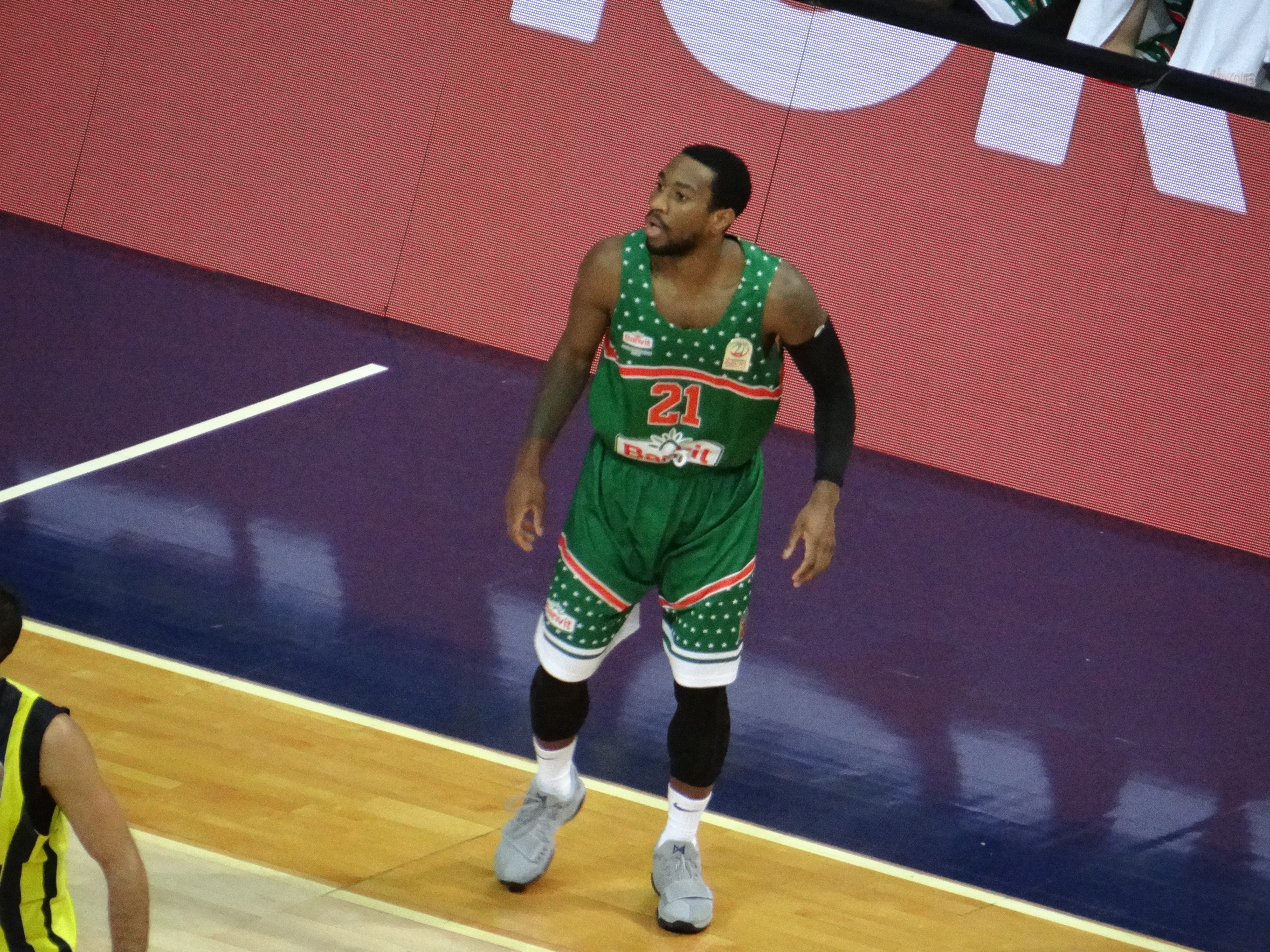
Тони Тейлор в составе «Банвита»

В июле 2017 года Тейлор подписал контракт с «Банвитом».
В сезоне 2018/2019 Тейлор выступал за «Виртус» (Болонья), с которым стал победителем Лиги чемпионов ФИБА.
В июле 2019 года Тейлор перешёл в «Пинар Каршияка».
В августе 2024 года Тейлор подписал контракт с УНИКСом.
15 октября 2024 года, в матче против «Астаны» (97:81), Тейлор установил рекорд сезона 2024/2025 в Единой лиге ВТБ по результативным передачам в одной игре (13).

## Достижения
- Победитель Лиги чемпионов ФИБА: 2018/2019
- Серебряный призёр Суперкубка Единой лиги ВТБ: 2024
- Серебряный призёр чемпионата Польши: 2014/2015
- Обладатель Суперкубка Польши: 2014

## Статистика

### Статистика в Джи-Лиге
| Сезон                                                                                    | Команда              | Регулярный сезон | Регулярный сезон | Регулярный сезон | Регулярный сезон | Регулярный сезон | Регулярный сезон | Регулярный сезон | Регулярный сезон | Регулярный сезон | Регулярный сезон | Регулярный сезон | Серия плей-офф | Серия плей-офф | Серия плей-офф | Серия плей-офф | Серия плей-офф | Серия плей-офф | Серия плей-офф | Серия плей-офф | Серия плей-офф | Серия плей-офф | Серия плей-офф |
| Сезон                                                                                    | Команда              | GP               | GS               | MPG              | FG%              | 3P%              | FT%              | RPG              | APG              | SPG              | BPG              | PPG              | GP             | GS             | MPG            | FG%            | 3P%            | FT%            | RPG            | APG            | SPG            | BPG            | PPG            |
| ---------------------------------------------------------------------------------------- | -------------------- | ---------------- | ---------------- | ---------------- | ---------------- | ---------------- | ---------------- | ---------------- | ---------------- | ---------------- | ---------------- | ---------------- | -------------- | -------------- | -------------- | -------------- | -------------- | -------------- | -------------- | -------------- | -------------- | -------------- | -------------- |
| 2012/13                                                                                  | Талса Сиксти Сиксерс | 50               | 24               | 22,6             | 42,3             | 40,6             | 79,8             | 1,7              | 3,2              | 0,6              | 0,0              | 7,0              | 5              | 5              | 32,1           | 54,3           | 42,9           | 70,6           | 2,0            | 5,4            | 1,0            | 0,0            | 11,2           |
|                                                                                          | Всего                | 50               | 24               | 22,6             | 42,3             | 40,6             | 79,8             | 1,7              | 3,2              | 0,6              | 0,0              | 7,0              | 5              | 5              | 32,1           | 54,3           | 42,9           | 70,6           | 2,0            | 5,4            | 1,0            | 0,0            | 11,2           |
| Наведите курсор мыши на аббревиатуры в заголовке таблицы, чтобы прочесть их расшифровку. |                      |                  |                  |                  |                  |                  |                  |                  |                  |                  |                  |                  |                |                |                |                |                |                |                |                |                |                |                |

### Статистика в NCAA
| Сезон | Команда          | Conf  | Class | GP  | GS  | MPG  | FG%  | 3P%  | FT%  | RPG | APG | SPG | BPG | PPG  |
| --- | ---------------- | ----- | ----- | --- | --- | ---- | ---- | ---- | ---- | --- | --- | --- | --- | ---- |
| 2008/09 | Джордж Вашингтон | A-10  | FR    | 28  | 26  | 27,9 | 32,3 | 33,3 | 69,7 | 2,0 | 2,8 | 0,7 | 0,2 | 6,6  |
| 2009/10 | Джордж Вашингтон | A-10  | SO    | 31  | 30  | 30,3 | 42,7 | 37,3 | 62,2 | 3,0 | 4,2 | 0,9 | 0,0 | 9,4  |
| 2010/11 | Джордж Вашингтон | A-10  | JR    | 31  | 30  | 33,4 | 42,2 | 33,9 | 69,4 | 3,3 | 4,6 | 1,3 | 0,0 | 15,0 |
| 2011/12 | Джордж Вашингтон | A-10  | SR    | 31  | 30  | 34,4 | 39,9 | 33,3 | 77,9 | 2,5 | 4,3 | 1,4 | 0,1 | 13,1 |
| Всего | Всего            | Всего | Всего | 121 | 116 | 31,6 | 40,1 | 34,1 | 69,9 | 2,7 | 4,0 | 1,1 | 0,1 | 11,1 |
| Наведите курсор мыши на аббревиатуры в заголовке таблицы, чтобы прочесть их расшифровку Статистика приведена с сайта sports-reference.com |                  |       |       |     |     |      |      |      |      |     |     |     |     |      |